# Óscar Cortés (Fußballspieler, 2003)
Óscar Manuel Cortés Cortés (* 3. Dezember 2003 in Tumaco) ist ein kolumbianischer Fußballspieler, der beim RC Lens in der Ligue 1 unter Vertrag steht.

## Karriere

### Verein
Cortés begann seine fußballerische Ausbildung beim Millonarios FC in Kolumbien. Dort debütierte er am ersten Spieltag der Hinrunde der Saison 2022 bei einem 1:0-Sieg über Deportivo Pasto nach später Einwechslung für die Profimannschaft. Wenige Wochen später spielte er mit der U20-Mannschaft in der U20-Copa-Libertadores 2022 drei Spiele. Im Mai 2022 unterschrieb er schließlich seinen ersten Profivertrag beim kolumbianischen Erstligisten. Insgesamt spielte er 2022 acht Ligaspiele, in denen er zwei Tore vorlegte und ein Pokalspiel, wobei er einmal traf und diesen 2022 auch gewann. Im Februar 2023 trainierte Cortés beim FC Turin in Italien mit und war kurz vor einem Wechsel in die Serie A. Am fünften Spieltag der Spielzeit 2023 stand er gegen den Jaguares FC in der Startelf und schoss sein Team mit seinen ersten beiden Profitoren zum 2:1-Sieg. Wenige Tage später debütierte er auch in der Copa Libertadores gegen Universidad Católica del Ecuador in der Startelf auf internationalem Boden. Nach gescheiterter Qualifikation schoss er in der Copa Sudamericana gegen Peñarol Montevideo sein erstes Tor international. In elf Ligaspielen und acht internationalen Spielen schoss Cortés sechs Tore und bereitete drei weitere Treffer vor. Mit seinem Team wurde er in der Apertura-Phase 2023 kolumbianischer Meister.
Daraufhin wurde er im Sommer 2023 vom französischen Erstligisten und Vizemeister RC Lens verpflichtet, die viereinhalb Millionen Ablöse an Millonarios zahlten. Dort lief er am zweiten Spieltag nach später Einwechslung gegen Stade Rennes das erste Mal in der Ligue 1 auf. Mitte Dezember (16. Spieltag) traf er bei einem 2:0-Sieg über Stade Reims bereits das erste Mal für den Verein.
Am 1. Februar 2024 wurde Cortés bis zum Ende der Saison 2023/24 an die Glasgow Rangers nach Schottland verliehen, die eine Kaufoption besitzen.

### Nationalmannschaft
Cortés kam seit September 2022 für die kolumbianische U20-Nationalmannschaft zum Einsatz. Im Oktober 2022 spielte er alle fünf Spiele, wobei er einmal traf, der Südamerikaspiele, bei denen seine Mannschaft durch den dritten Platz die Bronzemedaille gewann. Im Januar und Februar 2023 spielte Cortés in allen neun Spielen der U20-Südamerikameisterschaft, traf dabei dreimal und wurde erneut mit dem Team Dritter. Bei der U20-WM 2023 im Mai und Juni traf Cortés viermal in fünf Spielen bis zum Ausscheiden der Kolumbianer im Viertelfinale. Insgesamt kam er 25 Mal für die U20-Auswahl zum Zug und schoss elf Tore.
Im Juni 2023 wurde er für die Freundschaftsspiele gegen den Irak und Deutschland das erste Mal von Nationaltrainer Néstor Lorenzo für die kolumbianische A-Nationalmannschaft berufen. Gegen den Irak wurde er bei einem 2:0-Sieg kurz vor Abpfiff eingewechselt und gab somit sein Länderspieldebüt.

## Erfolge
Millonarios FC
- Kolumbianischer Meister: Apertura 2023
- Kolumbianischer Pokalsieger: 2022

Kolumbien U20
- Bronze bei den Südamerikaspielen 2022